# Patience Jonathan
Patience Faka Jonathan, geboren als Patience Faka Oba (Port Harcourt, 25 oktober 1957) is de voormalige First Lady van Nigeria en de echtgenote van de voormalige gouverneur van de staat Bayelsa en tevens voormalig president van Nigeria, Goodluck Jonathan. Patience Jonathan begon haar carrière als lerares op verschillende scholen in steden als Port Harcourt en Isaka. In 1997 stapte ze over naar de banksector, waar ze de marketingmanager van de "Imiete Community Bank" was. Kort daarna richtte ze de eerste gemeenschapsbank in Port Harcourt op, de "Akpo Community Bank". Daarna werkte ze kort weer als lerares. Uiteindelijk werd ze overgeplaatst naar het Ministerie van Onderwijs van de staat Bayelsa, waar ze tot 29 mei 1999 werkzaam was. Op 12 juli 2012 werd ze door Henry Seriake Dickson aangesteld als permanent secretaris van de staat Bayelsa. De benoeming van Patience Jonathan zorgde voor veel spanning in Nigeria, aangezien ze al meer dan 13 jaar met verlof was van het ambtenarenapparaat.
Patience Jonathan heeft ook veel bekendheid verkregen vanwege haar filantropische en pragmatische werk. Ze zet zich in voor de wereldwijde strijd tegen HIV/Aids en voor de vrouwenrechten.
- Library of Congress Control Number: no2018134605
- Virtual International Authority File: 5495153954901105680009
- WorldCat: E39PBJgd3YdyK7cB6PFXX37PwC